# Hellmuth Butenuth
Hellmuth Butenuth (* 19. Februar 1898 in Dortmund; † 20. August 1990 in Berlin) war ein deutscher Maschinenbau-Ingenieur, Automobilbauer, -rennfahrer und Unternehmer.

## Leben
Nach dem Abitur studierte Butenuth ab 1920 an der Technischen Universität Hannover. Bereits 1923 gründete er gemeinsam mit Karl Pollich und Fidelis Böhler ein eigenes Unternehmen, die Butenuth Fahrzeugwerke AG (Bufag), die jedoch noch im gleichen Jahr von der Hanomag aufgekauft wurde. Die drei Jungunternehmer wechselten zur Hanomag, Butenuth als Versuchsingenieur. Er entwickelte 1923 den später Kommissbrot genannten Kleinwagen Hanomag 2/10 PS.
In den folgenden Jahren nahm Butenuth selbst an zahlreichen Autorennen und Langstreckenfahrten teil, um die Leistungsfähigkeit des Kleinwagens zu demonstrieren. Unter anderem nahm er am 19. Juni 1927 mit einem Hanomag 2/10 PS am Eröffnungsrennen des Nürburgrings teil und fuhr die 12 Runden bzw. 340,8 km auf der Gesamtstrecke in 5:36:19,4 Stunden. Im selben Jahr gewann er das Feldbergrennen in der Klasse Rennwagen bis 500 cm³.

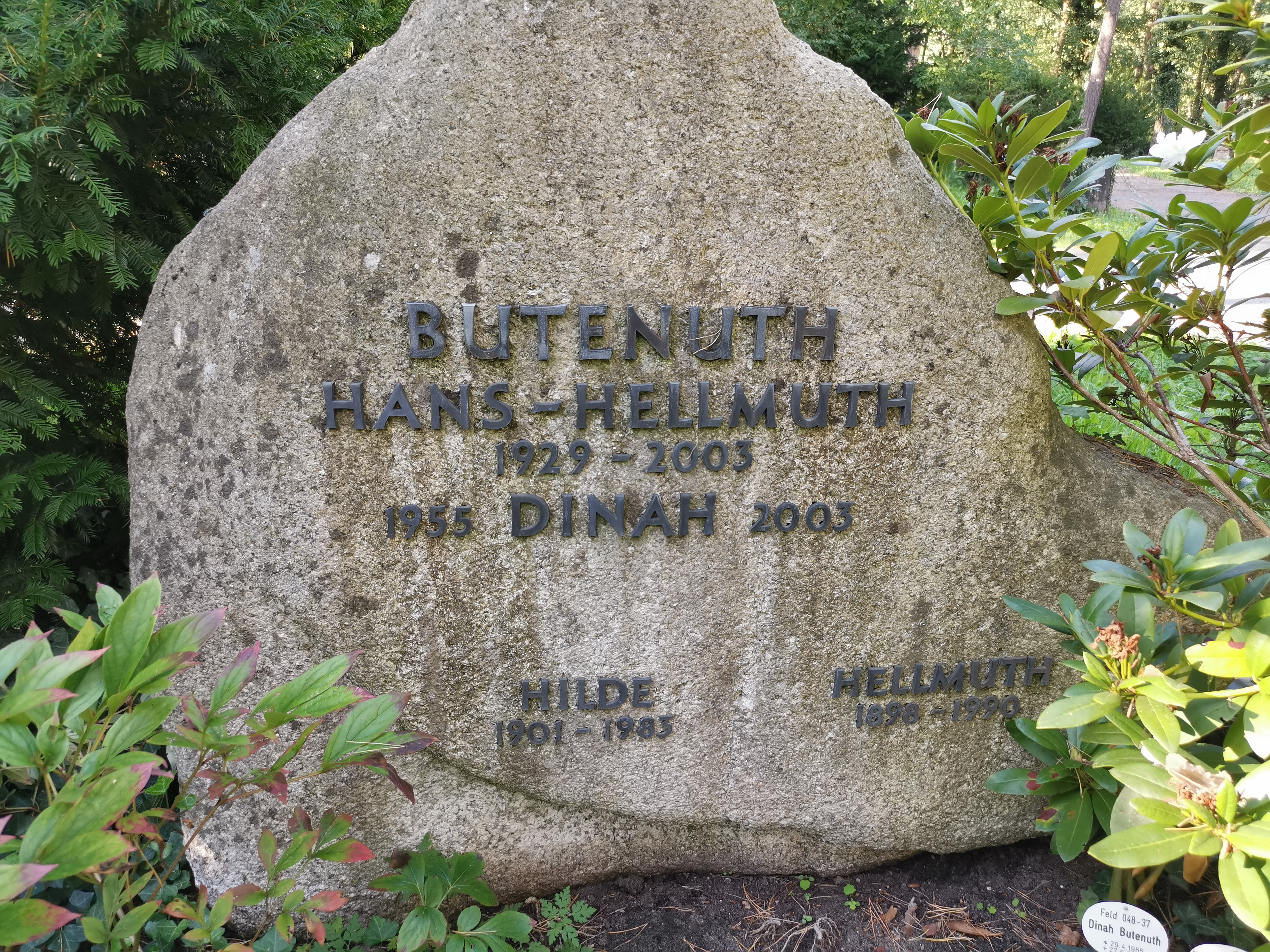
Grabstelle auf dem Waldfriedhof Berlin-Zehlendorf, Feld 48-37

Die Verkaufszahlen entwickelten sich positiv, und in den 1920er-Jahren wurden 15.000 Wagen verkauft. Ende der 1920er-Jahre stieg Butenuth zum technischen Direktor und 1933 zum Leiter der Hanomag-Generalvertretung für Berlin und Brandenburg auf. Hierfür richtete er Niederlassungen in Berlin-Wilmersdorf und Berlin-Halensee ein.
Während des Zweiten Weltkriegs rüstete Butenuth Nutzfahrzeuge von Ford mit Dampfmotoren aus. Nach dem Krieg führte er diese Entwicklung in der 1946 gegründeten Berliner Dampfmotoren Gesellschaft fort, die bis 1952 bestand. Der von Butenuth eingesetzte Motor war ein Dampfmotor, dessen Kessel mit Koks oder Steinkohle befeuert werden konnte.
Nach der Währungsreform gründete Butenuth 1948 in Berlin-Spandau das Unternehmen Econom. Die Errichtung des Werks in Berlin-Haselhorst wurde mit Mitteln aus dem Marshallplan gefördert. Ziel des Unternehmens war die Produktion von preiswerten Lastwagen mit hoher Zugkraft. Die Produktion stieg von anfänglich ein bis zwei Kraftwagen pro Monat auf zwölf Kraftfahrzeuge pro Monat im Jahre 1952 an. In der nachfolgenden Zeit des Wirtschaftswunders konnte Butenuth nicht mehr mit den Massenherstellern konkurrieren und schloss 1954 den Betrieb.
Später betrieb Butenuth viele Jahre ein Ford-Autohaus in Berlin-Spandau.

## Ehrungen und Ämter
Ab 1961 war Hellmuth Butenuth Vorstandsmitglied der Deutschen Verkehrswacht, 1968 erhielt er das Bundesverdienstkreuz am Bande und 1974 das Bundesverdienstkreuz 1. Klasse. 1978 wurde Butenuth mit der Ernst-Reuter-Plakette ausgezeichnet. Von 1959 bis 1964 war er Vorsitzender des Verbandes des Kfz-Handwerks in Berlin und Mitglied im Gesamtvorstand des Zentralverbandes des Kfz-Handwerks. Dem Automobilclub von Deutschland gehörte er ab 1955 als Sportleiter, Vizepräsident und danach als Präsident und Ehrenpräsident an.